# Земетресение в Крайстчърч (2011)
Земетресението в Крайстчърч е трус с магнитуд 6,3 по скалата на Рихтер, който започва в 23:51:21 UTC (12:51:21 местно време) на 22 февруари 2011 г.
Епицентърът е близо до град Литълтън, на около 12 километра южно от най-големия град на Южния остров Крайстчърч, а хипоцентърът е едва на 5 километра дълбочина.
Земетресението засяга изключително тежко централната част на Крайстчърч и няколко от най-големите сгради там (включително катедралата) рухват, погребвайки много хора.